# Figlie del Reno

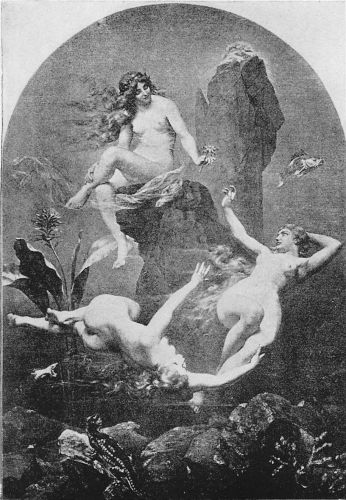
Le figlie del Reno nelle acque del fiume. Illustrazione di Hélène Adeline Guerber, 1905

Le figlie del Reno (in tedesco Rheintöchter), o fanciulle del Reno, sono tre ninfe acquatiche che compaiono nel ciclo dell'Anello del Nibelungo di Richard Wagner. I loro nomi individuali sono Woglinde, Wellgunde e Floßhilde.
Dei personaggi dell'Anello, le figlie del Reno sono le uniche che non hanno origine nelle Edde norrene; Wagner s'ispira piuttosto alle leggende su spiriti acquatici o sirene.